# Mazda 323 MPS Concept
La Mazda 323 MPS Concept est un concept car du constructeur automobile japonais Mazda, présenté au salon de Birmingham en 2000.
Elle est dévoilée au côté du concept Mazda Tribute Hayate.
Il s'agit d'une variante sportive de la citadine compacte Mazda 323 Familia (BJ) de sixième génération aussi appelée Mazda Protégé dans certains pays. Elle est préparée par le département compétition de Mazda : Mazdaspeed, son nom MPS signifie Mazda Performance Series, elle est motorisée par un 2 litres de 142 ch.
Elle donnera naissance à une version de série à la production limitée, la Mazda 323 MPS.

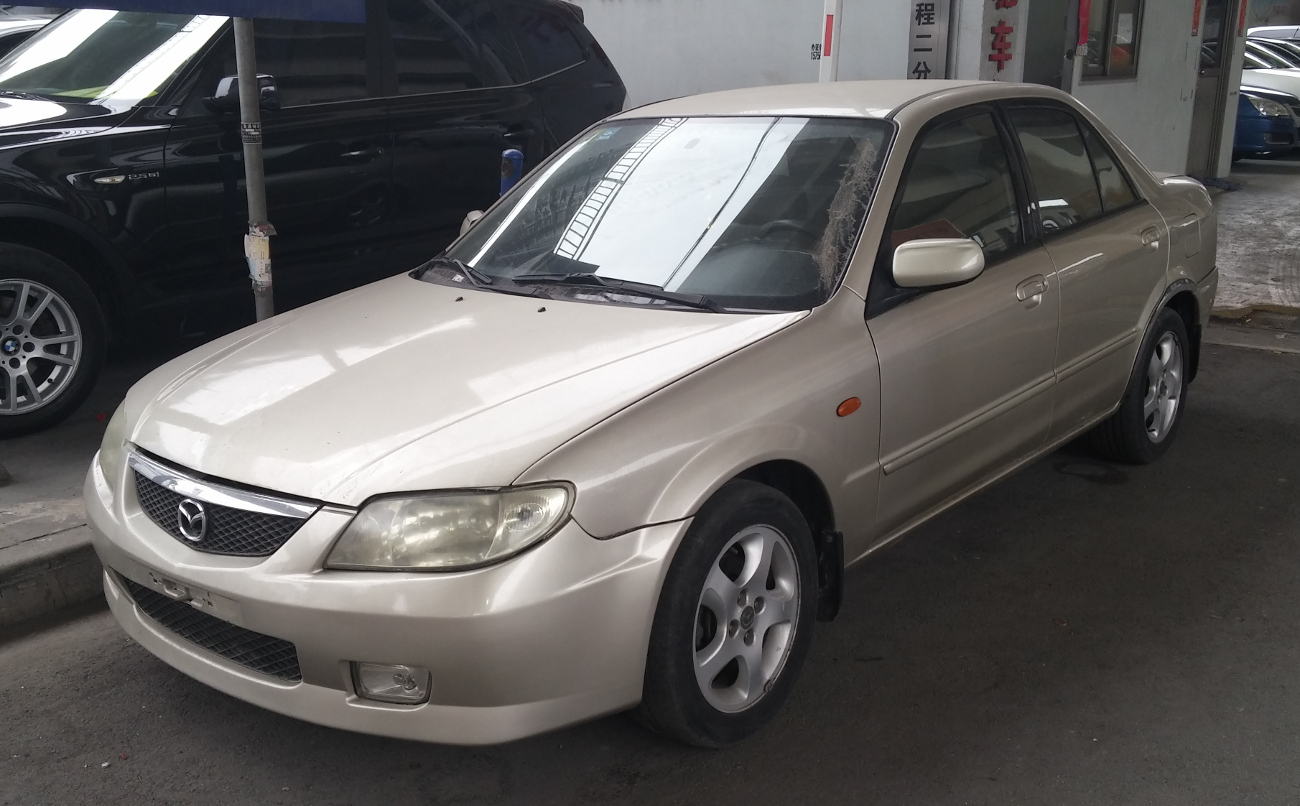
La Mazda 323 (BJ) sert de base à la 323 MPS Concept